# レジー・ホワイト
レジー・ホワイト（Reginald Howard White 1961年12月19日-2004年12月26日）はテネシー州チャタヌーガ出身のアメリカンフットボール選手。NFLのフィラデルフィア・イーグルス、グリーンベイ・パッカーズなどで活躍した。ポジションはディフェンシブエンド。ニックネームは"the Minister of Defense."（国防長官）。

## 経歴
1980年から1983年までテネシー大学で4年間プレーした。大学時代に作ったサックの通算記録、シーズン記録、1試合での記録は未だに同大学記録となっている。1983年にはサウスイースタン・カンファレンスの最優秀選手及びオールアメリカンに選ばれた。大学卒業後、USFLのメンフィス・ショーボーツに入団した。1985年にUSFLが崩壊したため、その年NFLのフィラデルフィア・イーグルスに入団した。イーグルスには8シーズン在籍し124サックの数字を残した。これはチーム記録となっている。この間ストライキで12試合の出場にとどまった1987年に21サックのチーム記録を残した。バディ・ライアンディフェンスコーディネーターの下、クライド・シモンズ、ジェローム・ブラウンと共に強力なディフェンスラインを構成していたが1993年にNFLにフリーエージェント制が導入された年にグリーンベイ・パッカーズに移籍した。パッカーズには6シーズン在籍し68.5サックの数字を残した。またチームリーダーとして2度のスーパーボウル出場にも大きく貢献し第31回スーパーボウルでは優勝を味わった。1997年、1998年と最優秀守備選手に選ばれたが1998年シーズン終了と共に現役を引退、1年のブランクを経て2000年にカロライナ・パンサーズで現役復帰し16試合全試合出場し6サックの成績を残した。NFL歴代トップの198サックで引退したが後にブルース・スミスがこの記録を更新した。
2004年12月26日に心臓発作のために自宅で死去した。2005年に彼の背番号92番はイーグルス、パッカーズで永久欠番となった。また2006年にプロフットボール殿堂入りを果たした。

## 人物
敬虔なクリスチャンとして知られた。
1989年に行われたNFLとNFL選手会側との交渉では中心的な役割を担い、フリーエージェント制導入やロックアウト回避に貢献している。